# Tentativa de golpe de Estado em El Salvador em 1972
A tentativa de golpe de Estado em El Salvador de 1972 ocorreu entre 25 a 26 de março de 1972, quando jovens militares tentaram derrubar o governo de Fidel Sánchez Hernández, impedir a presidência de Arturo Armando Molina e proclamar José Napoleón Duarte como presidente de El Salvador. O golpe foi suprimido e seus líderes foram exilados do país.

## Contexto
A eleição presidencial salvadorenha de 1972 foi marcada para 20 de fevereiro de 1972. O governista Partido de Conciliação Nacional (PCN) selecionou o Coronel Arturo Armando Molina como seu candidato para a eleição, enquanto a União Nacional Opositora (UNO), uma coalizão do Partido Democrata Cristão, do Movimento Nacional Revolucionário e da União Democrática Nacionalista, selecionou José Napoleón Duarte como seu candidato.
A eleição de 1972 foi comparada à eleição presidencial chilena de 1970, onde o candidato socialista Salvador Allende foi eleito presidente do Chile. A ditadura militar governante estava preocupada com a influência do Partido Comunista Salvadorenho (PCS) e da Igreja Católica na política nacional e acreditava que Duarte e outros membros da UNO tinham simpatias comunistas.
No dia da eleição, era esperado que o PCN obtivesse a vitória, porém Duarte teve um desempenho superior em San Salvador e compensou o reduto rural do PCN. Os observadores da votação reivindicaram a contagem final de votos contabilizando 327.000 votos para Duarte e 318.000 votos para Molina. O governo suspendeu os resultados das eleições e encarregou a Assembleia Legislativa de eleger o Presidente. O PCN teve uma maioria esmagadora na Assembleia Legislativa e elegeu Molina como presidente em 25 de fevereiro, efetivamente cancelando a eleição.

## Golpe
A Juventude Militar de El Salvador não aprovou o resultado da eleição e tentou reverter a decisão da Assembleia Legislativa. Na manhã de 25 de março, o Coronel Benjamin Mejía declarou que a Juventude Militar estava em rebelião, incluindo o Regimento de Artilharia e os quartéis de San Carlos e El Zapote, e anunciou a criação da Junta Revolucionária. A Junta Revolucionária pretendia instalar Duarte como presidente de El Salvador, depondo o presidente em exercício Fidel Sánchez Hernández, cujo mandato expiraria em 1 de julho. Sánchez Hernández foi feito refém pela Juventude Militar, mas eles não conseguiram obter o apoio do restante das Forças Armadas de El Salvador. A Força Aérea salvadorenha começou a bombardear a capital e as posições rebeldes e, embora houvesse alguns manifestantes a favor dos rebeldes, houve mais protestos a favor do governo. Duarte fez uma transmissão de rádio ao meio-dia pedindo aos civis que evacuassem San Salvador, mas sua transmissão não conseguiu provocar uma reação dos cidadãos. Duarte buscou refúgio na embaixada venezuelana em San Salvador, mas acabou sendo capturado pela Agência Nacional de Segurança Salvadorenha (ANSESAL) depois que eles invadiram a embaixada. O golpe fracassou no dia seguinte.

## Consequências
Após o golpe, Duarte foi torturado e exilado na Guatemala e depois na Venezuela. Mejía foi exilado e posteriormente assassinado em 1981 por forças da Junta Revolucionária de Governo. Molina assumiu o cargo em 1 de julho e governaria a nação até 1977, quando foi sucedido por Carlos Humberto Romero.